# Лошинский, Лев Ильич
Лев Ильич Лошинский (17 января 1913, Варшава — 19 февраля 1976, Москва) — советский шахматный композитор; заслуженный мастер спорта СССР (1962), международный гроссмейстер (1972) и международный арбитр (1956) по шахматной композиции. Математик.
С 1928 опубликовал около 500 композиций разных жанров, из них свыше 300 — коллективные (43 соавтора). На конкурсах отличиями отмечены около 400 композиций, в том числе 166 — первыми призами. Во 2-м конкурсе ФИДЕ (1958—1960) удостоен по разделу трёхходовок золотой и бронзовой медалей, в 3-м (1960—1962) — серебряной медали по трёхходовкам; в Олимпийском конкурсе (1960) — золотой медалей по разделам двух- и трёхходовых задач, бронзовой медали — по разделу трёхходовок. 14-кратный чемпион СССР: по разделу двухходовок — 2-й чемпионат (1948), 3-й (1952), 4-й (1955), 6-й (1962); трёхходовок — 1-9-й чемпионаты (1947—1969); многоходовок — 8-й (1967); неоднократный призёр чемпионатов по различным разделам композиции. В «Альбомах ФИДЕ» (1914—1979) опубликованы 194 задачи Лошинского.
Исключительная изобретательность и высокая техника составления задач позволяли ему воплощать сложные и оригинальные идеи в высокохудожественной форме. В двухходовке Лошинского привлекали рекордные замыслы (таски). Его теоретическая работа «Тема перемены игры» (1961) сыграла значительную роль в развитии двухходовой тематики. В трёхходовке (любимый жанр Лошинского) круг его интересов необычайно широк — задачи с правильными матами, логическая и стратегическая тематика, и др. Внёс значительный вклад в тему пересечения линий действия дальнобойных чёрных фигур — перекрытия Новотного, Гримшоу, Плахутты и других. В четырёх- и многоходовых задачах (их число у Лошинского невелико) показал, что самые сложные замыслы могут быть реализованы с соблюдением основных эстетических норм.
... Лошинский создал новые критерии глубины и логической строгости в сочетании с совершенством конструкции... Тематическая глубина и техническое мастерство — основные отличительные свойства его работ... В результате он поднял искусство композиции на недосягаемую ранее высоту. Лошинский разработал целый ряд новых или возрождённых тем...Р. Мэттьюз. «The Problemist», 1976

## Задачи
|   | a | b | c | d | e | f | g | h |   |
| - | --- | --- | --- | --- | --- | --- | --- | --- | - |
| 8 | d8 чёрная ладья · f8 белый слон · h8 чёрный ферзь · f7 чёрный конь · a5 белая ладья · d5 белый слон · d4 чёрный король · h4 чёрная ладья · b3 белая пешка · c3 чёрная пешка · g3 белая ладья · h3 чёрная пешка · g2 чёрный слон · h2 белый король · d1 чёрный конь · e1 белый ферзь · g1 белый конь | d8 чёрная ладья · f8 белый слон · h8 чёрный ферзь · f7 чёрный конь · a5 белая ладья · d5 белый слон · d4 чёрный король · h4 чёрная ладья · b3 белая пешка · c3 чёрная пешка · g3 белая ладья · h3 чёрная пешка · g2 чёрный слон · h2 белый король · d1 чёрный конь · e1 белый ферзь · g1 белый конь | d8 чёрная ладья · f8 белый слон · h8 чёрный ферзь · f7 чёрный конь · a5 белая ладья · d5 белый слон · d4 чёрный король · h4 чёрная ладья · b3 белая пешка · c3 чёрная пешка · g3 белая ладья · h3 чёрная пешка · g2 чёрный слон · h2 белый король · d1 чёрный конь · e1 белый ферзь · g1 белый конь | d8 чёрная ладья · f8 белый слон · h8 чёрный ферзь · f7 чёрный конь · a5 белая ладья · d5 белый слон · d4 чёрный король · h4 чёрная ладья · b3 белая пешка · c3 чёрная пешка · g3 белая ладья · h3 чёрная пешка · g2 чёрный слон · h2 белый король · d1 чёрный конь · e1 белый ферзь · g1 белый конь | d8 чёрная ладья · f8 белый слон · h8 чёрный ферзь · f7 чёрный конь · a5 белая ладья · d5 белый слон · d4 чёрный король · h4 чёрная ладья · b3 белая пешка · c3 чёрная пешка · g3 белая ладья · h3 чёрная пешка · g2 чёрный слон · h2 белый король · d1 чёрный конь · e1 белый ферзь · g1 белый конь | d8 чёрная ладья · f8 белый слон · h8 чёрный ферзь · f7 чёрный конь · a5 белая ладья · d5 белый слон · d4 чёрный король · h4 чёрная ладья · b3 белая пешка · c3 чёрная пешка · g3 белая ладья · h3 чёрная пешка · g2 чёрный слон · h2 белый король · d1 чёрный конь · e1 белый ферзь · g1 белый конь | d8 чёрная ладья · f8 белый слон · h8 чёрный ферзь · f7 чёрный конь · a5 белая ладья · d5 белый слон · d4 чёрный король · h4 чёрная ладья · b3 белая пешка · c3 чёрная пешка · g3 белая ладья · h3 чёрная пешка · g2 чёрный слон · h2 белый король · d1 чёрный конь · e1 белый ферзь · g1 белый конь | d8 чёрная ладья · f8 белый слон · h8 чёрный ферзь · f7 чёрный конь · a5 белая ладья · d5 белый слон · d4 чёрный король · h4 чёрная ладья · b3 белая пешка · c3 чёрная пешка · g3 белая ладья · h3 чёрная пешка · g2 чёрный слон · h2 белый король · d1 чёрный конь · e1 белый ферзь · g1 белый конь | 8 |
| 7 | d8 чёрная ладья · f8 белый слон · h8 чёрный ферзь · f7 чёрный конь · a5 белая ладья · d5 белый слон · d4 чёрный король · h4 чёрная ладья · b3 белая пешка · c3 чёрная пешка · g3 белая ладья · h3 чёрная пешка · g2 чёрный слон · h2 белый король · d1 чёрный конь · e1 белый ферзь · g1 белый конь | d8 чёрная ладья · f8 белый слон · h8 чёрный ферзь · f7 чёрный конь · a5 белая ладья · d5 белый слон · d4 чёрный король · h4 чёрная ладья · b3 белая пешка · c3 чёрная пешка · g3 белая ладья · h3 чёрная пешка · g2 чёрный слон · h2 белый король · d1 чёрный конь · e1 белый ферзь · g1 белый конь | d8 чёрная ладья · f8 белый слон · h8 чёрный ферзь · f7 чёрный конь · a5 белая ладья · d5 белый слон · d4 чёрный король · h4 чёрная ладья · b3 белая пешка · c3 чёрная пешка · g3 белая ладья · h3 чёрная пешка · g2 чёрный слон · h2 белый король · d1 чёрный конь · e1 белый ферзь · g1 белый конь | d8 чёрная ладья · f8 белый слон · h8 чёрный ферзь · f7 чёрный конь · a5 белая ладья · d5 белый слон · d4 чёрный король · h4 чёрная ладья · b3 белая пешка · c3 чёрная пешка · g3 белая ладья · h3 чёрная пешка · g2 чёрный слон · h2 белый король · d1 чёрный конь · e1 белый ферзь · g1 белый конь | d8 чёрная ладья · f8 белый слон · h8 чёрный ферзь · f7 чёрный конь · a5 белая ладья · d5 белый слон · d4 чёрный король · h4 чёрная ладья · b3 белая пешка · c3 чёрная пешка · g3 белая ладья · h3 чёрная пешка · g2 чёрный слон · h2 белый король · d1 чёрный конь · e1 белый ферзь · g1 белый конь | d8 чёрная ладья · f8 белый слон · h8 чёрный ферзь · f7 чёрный конь · a5 белая ладья · d5 белый слон · d4 чёрный король · h4 чёрная ладья · b3 белая пешка · c3 чёрная пешка · g3 белая ладья · h3 чёрная пешка · g2 чёрный слон · h2 белый король · d1 чёрный конь · e1 белый ферзь · g1 белый конь | d8 чёрная ладья · f8 белый слон · h8 чёрный ферзь · f7 чёрный конь · a5 белая ладья · d5 белый слон · d4 чёрный король · h4 чёрная ладья · b3 белая пешка · c3 чёрная пешка · g3 белая ладья · h3 чёрная пешка · g2 чёрный слон · h2 белый король · d1 чёрный конь · e1 белый ферзь · g1 белый конь | d8 чёрная ладья · f8 белый слон · h8 чёрный ферзь · f7 чёрный конь · a5 белая ладья · d5 белый слон · d4 чёрный король · h4 чёрная ладья · b3 белая пешка · c3 чёрная пешка · g3 белая ладья · h3 чёрная пешка · g2 чёрный слон · h2 белый король · d1 чёрный конь · e1 белый ферзь · g1 белый конь | 7 |
| 6 | d8 чёрная ладья · f8 белый слон · h8 чёрный ферзь · f7 чёрный конь · a5 белая ладья · d5 белый слон · d4 чёрный король · h4 чёрная ладья · b3 белая пешка · c3 чёрная пешка · g3 белая ладья · h3 чёрная пешка · g2 чёрный слон · h2 белый король · d1 чёрный конь · e1 белый ферзь · g1 белый конь | d8 чёрная ладья · f8 белый слон · h8 чёрный ферзь · f7 чёрный конь · a5 белая ладья · d5 белый слон · d4 чёрный король · h4 чёрная ладья · b3 белая пешка · c3 чёрная пешка · g3 белая ладья · h3 чёрная пешка · g2 чёрный слон · h2 белый король · d1 чёрный конь · e1 белый ферзь · g1 белый конь | d8 чёрная ладья · f8 белый слон · h8 чёрный ферзь · f7 чёрный конь · a5 белая ладья · d5 белый слон · d4 чёрный король · h4 чёрная ладья · b3 белая пешка · c3 чёрная пешка · g3 белая ладья · h3 чёрная пешка · g2 чёрный слон · h2 белый король · d1 чёрный конь · e1 белый ферзь · g1 белый конь | d8 чёрная ладья · f8 белый слон · h8 чёрный ферзь · f7 чёрный конь · a5 белая ладья · d5 белый слон · d4 чёрный король · h4 чёрная ладья · b3 белая пешка · c3 чёрная пешка · g3 белая ладья · h3 чёрная пешка · g2 чёрный слон · h2 белый король · d1 чёрный конь · e1 белый ферзь · g1 белый конь | d8 чёрная ладья · f8 белый слон · h8 чёрный ферзь · f7 чёрный конь · a5 белая ладья · d5 белый слон · d4 чёрный король · h4 чёрная ладья · b3 белая пешка · c3 чёрная пешка · g3 белая ладья · h3 чёрная пешка · g2 чёрный слон · h2 белый король · d1 чёрный конь · e1 белый ферзь · g1 белый конь | d8 чёрная ладья · f8 белый слон · h8 чёрный ферзь · f7 чёрный конь · a5 белая ладья · d5 белый слон · d4 чёрный король · h4 чёрная ладья · b3 белая пешка · c3 чёрная пешка · g3 белая ладья · h3 чёрная пешка · g2 чёрный слон · h2 белый король · d1 чёрный конь · e1 белый ферзь · g1 белый конь | d8 чёрная ладья · f8 белый слон · h8 чёрный ферзь · f7 чёрный конь · a5 белая ладья · d5 белый слон · d4 чёрный король · h4 чёрная ладья · b3 белая пешка · c3 чёрная пешка · g3 белая ладья · h3 чёрная пешка · g2 чёрный слон · h2 белый король · d1 чёрный конь · e1 белый ферзь · g1 белый конь | d8 чёрная ладья · f8 белый слон · h8 чёрный ферзь · f7 чёрный конь · a5 белая ладья · d5 белый слон · d4 чёрный король · h4 чёрная ладья · b3 белая пешка · c3 чёрная пешка · g3 белая ладья · h3 чёрная пешка · g2 чёрный слон · h2 белый король · d1 чёрный конь · e1 белый ферзь · g1 белый конь | 6 |
| 5 | d8 чёрная ладья · f8 белый слон · h8 чёрный ферзь · f7 чёрный конь · a5 белая ладья · d5 белый слон · d4 чёрный король · h4 чёрная ладья · b3 белая пешка · c3 чёрная пешка · g3 белая ладья · h3 чёрная пешка · g2 чёрный слон · h2 белый король · d1 чёрный конь · e1 белый ферзь · g1 белый конь | d8 чёрная ладья · f8 белый слон · h8 чёрный ферзь · f7 чёрный конь · a5 белая ладья · d5 белый слон · d4 чёрный король · h4 чёрная ладья · b3 белая пешка · c3 чёрная пешка · g3 белая ладья · h3 чёрная пешка · g2 чёрный слон · h2 белый король · d1 чёрный конь · e1 белый ферзь · g1 белый конь | d8 чёрная ладья · f8 белый слон · h8 чёрный ферзь · f7 чёрный конь · a5 белая ладья · d5 белый слон · d4 чёрный король · h4 чёрная ладья · b3 белая пешка · c3 чёрная пешка · g3 белая ладья · h3 чёрная пешка · g2 чёрный слон · h2 белый король · d1 чёрный конь · e1 белый ферзь · g1 белый конь | d8 чёрная ладья · f8 белый слон · h8 чёрный ферзь · f7 чёрный конь · a5 белая ладья · d5 белый слон · d4 чёрный король · h4 чёрная ладья · b3 белая пешка · c3 чёрная пешка · g3 белая ладья · h3 чёрная пешка · g2 чёрный слон · h2 белый король · d1 чёрный конь · e1 белый ферзь · g1 белый конь | d8 чёрная ладья · f8 белый слон · h8 чёрный ферзь · f7 чёрный конь · a5 белая ладья · d5 белый слон · d4 чёрный король · h4 чёрная ладья · b3 белая пешка · c3 чёрная пешка · g3 белая ладья · h3 чёрная пешка · g2 чёрный слон · h2 белый король · d1 чёрный конь · e1 белый ферзь · g1 белый конь | d8 чёрная ладья · f8 белый слон · h8 чёрный ферзь · f7 чёрный конь · a5 белая ладья · d5 белый слон · d4 чёрный король · h4 чёрная ладья · b3 белая пешка · c3 чёрная пешка · g3 белая ладья · h3 чёрная пешка · g2 чёрный слон · h2 белый король · d1 чёрный конь · e1 белый ферзь · g1 белый конь | d8 чёрная ладья · f8 белый слон · h8 чёрный ферзь · f7 чёрный конь · a5 белая ладья · d5 белый слон · d4 чёрный король · h4 чёрная ладья · b3 белая пешка · c3 чёрная пешка · g3 белая ладья · h3 чёрная пешка · g2 чёрный слон · h2 белый король · d1 чёрный конь · e1 белый ферзь · g1 белый конь | d8 чёрная ладья · f8 белый слон · h8 чёрный ферзь · f7 чёрный конь · a5 белая ладья · d5 белый слон · d4 чёрный король · h4 чёрная ладья · b3 белая пешка · c3 чёрная пешка · g3 белая ладья · h3 чёрная пешка · g2 чёрный слон · h2 белый король · d1 чёрный конь · e1 белый ферзь · g1 белый конь | 5 |
| 4 | d8 чёрная ладья · f8 белый слон · h8 чёрный ферзь · f7 чёрный конь · a5 белая ладья · d5 белый слон · d4 чёрный король · h4 чёрная ладья · b3 белая пешка · c3 чёрная пешка · g3 белая ладья · h3 чёрная пешка · g2 чёрный слон · h2 белый король · d1 чёрный конь · e1 белый ферзь · g1 белый конь | d8 чёрная ладья · f8 белый слон · h8 чёрный ферзь · f7 чёрный конь · a5 белая ладья · d5 белый слон · d4 чёрный король · h4 чёрная ладья · b3 белая пешка · c3 чёрная пешка · g3 белая ладья · h3 чёрная пешка · g2 чёрный слон · h2 белый король · d1 чёрный конь · e1 белый ферзь · g1 белый конь | d8 чёрная ладья · f8 белый слон · h8 чёрный ферзь · f7 чёрный конь · a5 белая ладья · d5 белый слон · d4 чёрный король · h4 чёрная ладья · b3 белая пешка · c3 чёрная пешка · g3 белая ладья · h3 чёрная пешка · g2 чёрный слон · h2 белый король · d1 чёрный конь · e1 белый ферзь · g1 белый конь | d8 чёрная ладья · f8 белый слон · h8 чёрный ферзь · f7 чёрный конь · a5 белая ладья · d5 белый слон · d4 чёрный король · h4 чёрная ладья · b3 белая пешка · c3 чёрная пешка · g3 белая ладья · h3 чёрная пешка · g2 чёрный слон · h2 белый король · d1 чёрный конь · e1 белый ферзь · g1 белый конь | d8 чёрная ладья · f8 белый слон · h8 чёрный ферзь · f7 чёрный конь · a5 белая ладья · d5 белый слон · d4 чёрный король · h4 чёрная ладья · b3 белая пешка · c3 чёрная пешка · g3 белая ладья · h3 чёрная пешка · g2 чёрный слон · h2 белый король · d1 чёрный конь · e1 белый ферзь · g1 белый конь | d8 чёрная ладья · f8 белый слон · h8 чёрный ферзь · f7 чёрный конь · a5 белая ладья · d5 белый слон · d4 чёрный король · h4 чёрная ладья · b3 белая пешка · c3 чёрная пешка · g3 белая ладья · h3 чёрная пешка · g2 чёрный слон · h2 белый король · d1 чёрный конь · e1 белый ферзь · g1 белый конь | d8 чёрная ладья · f8 белый слон · h8 чёрный ферзь · f7 чёрный конь · a5 белая ладья · d5 белый слон · d4 чёрный король · h4 чёрная ладья · b3 белая пешка · c3 чёрная пешка · g3 белая ладья · h3 чёрная пешка · g2 чёрный слон · h2 белый король · d1 чёрный конь · e1 белый ферзь · g1 белый конь | d8 чёрная ладья · f8 белый слон · h8 чёрный ферзь · f7 чёрный конь · a5 белая ладья · d5 белый слон · d4 чёрный король · h4 чёрная ладья · b3 белая пешка · c3 чёрная пешка · g3 белая ладья · h3 чёрная пешка · g2 чёрный слон · h2 белый король · d1 чёрный конь · e1 белый ферзь · g1 белый конь | 4 |
| 3 | d8 чёрная ладья · f8 белый слон · h8 чёрный ферзь · f7 чёрный конь · a5 белая ладья · d5 белый слон · d4 чёрный король · h4 чёрная ладья · b3 белая пешка · c3 чёрная пешка · g3 белая ладья · h3 чёрная пешка · g2 чёрный слон · h2 белый король · d1 чёрный конь · e1 белый ферзь · g1 белый конь | d8 чёрная ладья · f8 белый слон · h8 чёрный ферзь · f7 чёрный конь · a5 белая ладья · d5 белый слон · d4 чёрный король · h4 чёрная ладья · b3 белая пешка · c3 чёрная пешка · g3 белая ладья · h3 чёрная пешка · g2 чёрный слон · h2 белый король · d1 чёрный конь · e1 белый ферзь · g1 белый конь | d8 чёрная ладья · f8 белый слон · h8 чёрный ферзь · f7 чёрный конь · a5 белая ладья · d5 белый слон · d4 чёрный король · h4 чёрная ладья · b3 белая пешка · c3 чёрная пешка · g3 белая ладья · h3 чёрная пешка · g2 чёрный слон · h2 белый король · d1 чёрный конь · e1 белый ферзь · g1 белый конь | d8 чёрная ладья · f8 белый слон · h8 чёрный ферзь · f7 чёрный конь · a5 белая ладья · d5 белый слон · d4 чёрный король · h4 чёрная ладья · b3 белая пешка · c3 чёрная пешка · g3 белая ладья · h3 чёрная пешка · g2 чёрный слон · h2 белый король · d1 чёрный конь · e1 белый ферзь · g1 белый конь | d8 чёрная ладья · f8 белый слон · h8 чёрный ферзь · f7 чёрный конь · a5 белая ладья · d5 белый слон · d4 чёрный король · h4 чёрная ладья · b3 белая пешка · c3 чёрная пешка · g3 белая ладья · h3 чёрная пешка · g2 чёрный слон · h2 белый король · d1 чёрный конь · e1 белый ферзь · g1 белый конь | d8 чёрная ладья · f8 белый слон · h8 чёрный ферзь · f7 чёрный конь · a5 белая ладья · d5 белый слон · d4 чёрный король · h4 чёрная ладья · b3 белая пешка · c3 чёрная пешка · g3 белая ладья · h3 чёрная пешка · g2 чёрный слон · h2 белый король · d1 чёрный конь · e1 белый ферзь · g1 белый конь | d8 чёрная ладья · f8 белый слон · h8 чёрный ферзь · f7 чёрный конь · a5 белая ладья · d5 белый слон · d4 чёрный король · h4 чёрная ладья · b3 белая пешка · c3 чёрная пешка · g3 белая ладья · h3 чёрная пешка · g2 чёрный слон · h2 белый король · d1 чёрный конь · e1 белый ферзь · g1 белый конь | d8 чёрная ладья · f8 белый слон · h8 чёрный ферзь · f7 чёрный конь · a5 белая ладья · d5 белый слон · d4 чёрный король · h4 чёрная ладья · b3 белая пешка · c3 чёрная пешка · g3 белая ладья · h3 чёрная пешка · g2 чёрный слон · h2 белый король · d1 чёрный конь · e1 белый ферзь · g1 белый конь | 3 |
| 2 | d8 чёрная ладья · f8 белый слон · h8 чёрный ферзь · f7 чёрный конь · a5 белая ладья · d5 белый слон · d4 чёрный король · h4 чёрная ладья · b3 белая пешка · c3 чёрная пешка · g3 белая ладья · h3 чёрная пешка · g2 чёрный слон · h2 белый король · d1 чёрный конь · e1 белый ферзь · g1 белый конь | d8 чёрная ладья · f8 белый слон · h8 чёрный ферзь · f7 чёрный конь · a5 белая ладья · d5 белый слон · d4 чёрный король · h4 чёрная ладья · b3 белая пешка · c3 чёрная пешка · g3 белая ладья · h3 чёрная пешка · g2 чёрный слон · h2 белый король · d1 чёрный конь · e1 белый ферзь · g1 белый конь | d8 чёрная ладья · f8 белый слон · h8 чёрный ферзь · f7 чёрный конь · a5 белая ладья · d5 белый слон · d4 чёрный король · h4 чёрная ладья · b3 белая пешка · c3 чёрная пешка · g3 белая ладья · h3 чёрная пешка · g2 чёрный слон · h2 белый король · d1 чёрный конь · e1 белый ферзь · g1 белый конь | d8 чёрная ладья · f8 белый слон · h8 чёрный ферзь · f7 чёрный конь · a5 белая ладья · d5 белый слон · d4 чёрный король · h4 чёрная ладья · b3 белая пешка · c3 чёрная пешка · g3 белая ладья · h3 чёрная пешка · g2 чёрный слон · h2 белый король · d1 чёрный конь · e1 белый ферзь · g1 белый конь | d8 чёрная ладья · f8 белый слон · h8 чёрный ферзь · f7 чёрный конь · a5 белая ладья · d5 белый слон · d4 чёрный король · h4 чёрная ладья · b3 белая пешка · c3 чёрная пешка · g3 белая ладья · h3 чёрная пешка · g2 чёрный слон · h2 белый король · d1 чёрный конь · e1 белый ферзь · g1 белый конь | d8 чёрная ладья · f8 белый слон · h8 чёрный ферзь · f7 чёрный конь · a5 белая ладья · d5 белый слон · d4 чёрный король · h4 чёрная ладья · b3 белая пешка · c3 чёрная пешка · g3 белая ладья · h3 чёрная пешка · g2 чёрный слон · h2 белый король · d1 чёрный конь · e1 белый ферзь · g1 белый конь | d8 чёрная ладья · f8 белый слон · h8 чёрный ферзь · f7 чёрный конь · a5 белая ладья · d5 белый слон · d4 чёрный король · h4 чёрная ладья · b3 белая пешка · c3 чёрная пешка · g3 белая ладья · h3 чёрная пешка · g2 чёрный слон · h2 белый король · d1 чёрный конь · e1 белый ферзь · g1 белый конь | d8 чёрная ладья · f8 белый слон · h8 чёрный ферзь · f7 чёрный конь · a5 белая ладья · d5 белый слон · d4 чёрный король · h4 чёрная ладья · b3 белая пешка · c3 чёрная пешка · g3 белая ладья · h3 чёрная пешка · g2 чёрный слон · h2 белый король · d1 чёрный конь · e1 белый ферзь · g1 белый конь | 2 |
| 1 | d8 чёрная ладья · f8 белый слон · h8 чёрный ферзь · f7 чёрный конь · a5 белая ладья · d5 белый слон · d4 чёрный король · h4 чёрная ладья · b3 белая пешка · c3 чёрная пешка · g3 белая ладья · h3 чёрная пешка · g2 чёрный слон · h2 белый король · d1 чёрный конь · e1 белый ферзь · g1 белый конь | d8 чёрная ладья · f8 белый слон · h8 чёрный ферзь · f7 чёрный конь · a5 белая ладья · d5 белый слон · d4 чёрный король · h4 чёрная ладья · b3 белая пешка · c3 чёрная пешка · g3 белая ладья · h3 чёрная пешка · g2 чёрный слон · h2 белый король · d1 чёрный конь · e1 белый ферзь · g1 белый конь | d8 чёрная ладья · f8 белый слон · h8 чёрный ферзь · f7 чёрный конь · a5 белая ладья · d5 белый слон · d4 чёрный король · h4 чёрная ладья · b3 белая пешка · c3 чёрная пешка · g3 белая ладья · h3 чёрная пешка · g2 чёрный слон · h2 белый король · d1 чёрный конь · e1 белый ферзь · g1 белый конь | d8 чёрная ладья · f8 белый слон · h8 чёрный ферзь · f7 чёрный конь · a5 белая ладья · d5 белый слон · d4 чёрный король · h4 чёрная ладья · b3 белая пешка · c3 чёрная пешка · g3 белая ладья · h3 чёрная пешка · g2 чёрный слон · h2 белый король · d1 чёрный конь · e1 белый ферзь · g1 белый конь | d8 чёрная ладья · f8 белый слон · h8 чёрный ферзь · f7 чёрный конь · a5 белая ладья · d5 белый слон · d4 чёрный король · h4 чёрная ладья · b3 белая пешка · c3 чёрная пешка · g3 белая ладья · h3 чёрная пешка · g2 чёрный слон · h2 белый король · d1 чёрный конь · e1 белый ферзь · g1 белый конь | d8 чёрная ладья · f8 белый слон · h8 чёрный ферзь · f7 чёрный конь · a5 белая ладья · d5 белый слон · d4 чёрный король · h4 чёрная ладья · b3 белая пешка · c3 чёрная пешка · g3 белая ладья · h3 чёрная пешка · g2 чёрный слон · h2 белый король · d1 чёрный конь · e1 белый ферзь · g1 белый конь | d8 чёрная ладья · f8 белый слон · h8 чёрный ферзь · f7 чёрный конь · a5 белая ладья · d5 белый слон · d4 чёрный король · h4 чёрная ладья · b3 белая пешка · c3 чёрная пешка · g3 белая ладья · h3 чёрная пешка · g2 чёрный слон · h2 белый король · d1 чёрный конь · e1 белый ферзь · g1 белый конь | d8 чёрная ладья · f8 белый слон · h8 чёрный ферзь · f7 чёрный конь · a5 белая ладья · d5 белый слон · d4 чёрный король · h4 чёрная ладья · b3 белая пешка · c3 чёрная пешка · g3 белая ладья · h3 чёрная пешка · g2 чёрный слон · h2 белый король · d1 чёрный конь · e1 белый ферзь · g1 белый конь | 1 |
|   | a | b | c | d | e | f | g | h |   |

В начальном положении:

1...Ке5 2.Ке2#

1...Фе5 2.Ф:d1#

1...Л:d5 2.Ла4# и 1...С:d5 2.Сс5#

В решении эти матующие ходы следуют на другие блокирования: 

1.Се4! с угрозой 2.Лd3# 

1...С:е4 2.Ке2# 

1...Л:е4 2.Ф:d1# 

1...Фе5 2.Ла4# и 1...Ке5 2.Сс5# 

Первый пример представления темы Рухлиса в 4 вариантах. 
|   | a | b | c | d | e | f | g | h |   |
| - | --- | --- | --- | --- | --- | --- | --- | --- | - |
| 8 | b8 белый ферзь · g8 белый король · e7 чёрная пешка · f7 чёрная пешка · b6 чёрная пешка · e6 белая ладья · a5 чёрная ладья · b5 чёрная ладья · e5 белая пешка · g5 белый конь · c4 чёрный слон · d4 белая пешка · e4 белый слон · f4 чёрный король · g4 чёрная пешка · h4 белый слон · c3 белый конь · f3 чёрная пешка · d2 белая пешка | b8 белый ферзь · g8 белый король · e7 чёрная пешка · f7 чёрная пешка · b6 чёрная пешка · e6 белая ладья · a5 чёрная ладья · b5 чёрная ладья · e5 белая пешка · g5 белый конь · c4 чёрный слон · d4 белая пешка · e4 белый слон · f4 чёрный король · g4 чёрная пешка · h4 белый слон · c3 белый конь · f3 чёрная пешка · d2 белая пешка | b8 белый ферзь · g8 белый король · e7 чёрная пешка · f7 чёрная пешка · b6 чёрная пешка · e6 белая ладья · a5 чёрная ладья · b5 чёрная ладья · e5 белая пешка · g5 белый конь · c4 чёрный слон · d4 белая пешка · e4 белый слон · f4 чёрный король · g4 чёрная пешка · h4 белый слон · c3 белый конь · f3 чёрная пешка · d2 белая пешка | b8 белый ферзь · g8 белый король · e7 чёрная пешка · f7 чёрная пешка · b6 чёрная пешка · e6 белая ладья · a5 чёрная ладья · b5 чёрная ладья · e5 белая пешка · g5 белый конь · c4 чёрный слон · d4 белая пешка · e4 белый слон · f4 чёрный король · g4 чёрная пешка · h4 белый слон · c3 белый конь · f3 чёрная пешка · d2 белая пешка | b8 белый ферзь · g8 белый король · e7 чёрная пешка · f7 чёрная пешка · b6 чёрная пешка · e6 белая ладья · a5 чёрная ладья · b5 чёрная ладья · e5 белая пешка · g5 белый конь · c4 чёрный слон · d4 белая пешка · e4 белый слон · f4 чёрный король · g4 чёрная пешка · h4 белый слон · c3 белый конь · f3 чёрная пешка · d2 белая пешка | b8 белый ферзь · g8 белый король · e7 чёрная пешка · f7 чёрная пешка · b6 чёрная пешка · e6 белая ладья · a5 чёрная ладья · b5 чёрная ладья · e5 белая пешка · g5 белый конь · c4 чёрный слон · d4 белая пешка · e4 белый слон · f4 чёрный король · g4 чёрная пешка · h4 белый слон · c3 белый конь · f3 чёрная пешка · d2 белая пешка | b8 белый ферзь · g8 белый король · e7 чёрная пешка · f7 чёрная пешка · b6 чёрная пешка · e6 белая ладья · a5 чёрная ладья · b5 чёрная ладья · e5 белая пешка · g5 белый конь · c4 чёрный слон · d4 белая пешка · e4 белый слон · f4 чёрный король · g4 чёрная пешка · h4 белый слон · c3 белый конь · f3 чёрная пешка · d2 белая пешка | b8 белый ферзь · g8 белый король · e7 чёрная пешка · f7 чёрная пешка · b6 чёрная пешка · e6 белая ладья · a5 чёрная ладья · b5 чёрная ладья · e5 белая пешка · g5 белый конь · c4 чёрный слон · d4 белая пешка · e4 белый слон · f4 чёрный король · g4 чёрная пешка · h4 белый слон · c3 белый конь · f3 чёрная пешка · d2 белая пешка | 8 |
| 7 | b8 белый ферзь · g8 белый король · e7 чёрная пешка · f7 чёрная пешка · b6 чёрная пешка · e6 белая ладья · a5 чёрная ладья · b5 чёрная ладья · e5 белая пешка · g5 белый конь · c4 чёрный слон · d4 белая пешка · e4 белый слон · f4 чёрный король · g4 чёрная пешка · h4 белый слон · c3 белый конь · f3 чёрная пешка · d2 белая пешка | b8 белый ферзь · g8 белый король · e7 чёрная пешка · f7 чёрная пешка · b6 чёрная пешка · e6 белая ладья · a5 чёрная ладья · b5 чёрная ладья · e5 белая пешка · g5 белый конь · c4 чёрный слон · d4 белая пешка · e4 белый слон · f4 чёрный король · g4 чёрная пешка · h4 белый слон · c3 белый конь · f3 чёрная пешка · d2 белая пешка | b8 белый ферзь · g8 белый король · e7 чёрная пешка · f7 чёрная пешка · b6 чёрная пешка · e6 белая ладья · a5 чёрная ладья · b5 чёрная ладья · e5 белая пешка · g5 белый конь · c4 чёрный слон · d4 белая пешка · e4 белый слон · f4 чёрный король · g4 чёрная пешка · h4 белый слон · c3 белый конь · f3 чёрная пешка · d2 белая пешка | b8 белый ферзь · g8 белый король · e7 чёрная пешка · f7 чёрная пешка · b6 чёрная пешка · e6 белая ладья · a5 чёрная ладья · b5 чёрная ладья · e5 белая пешка · g5 белый конь · c4 чёрный слон · d4 белая пешка · e4 белый слон · f4 чёрный король · g4 чёрная пешка · h4 белый слон · c3 белый конь · f3 чёрная пешка · d2 белая пешка | b8 белый ферзь · g8 белый король · e7 чёрная пешка · f7 чёрная пешка · b6 чёрная пешка · e6 белая ладья · a5 чёрная ладья · b5 чёрная ладья · e5 белая пешка · g5 белый конь · c4 чёрный слон · d4 белая пешка · e4 белый слон · f4 чёрный король · g4 чёрная пешка · h4 белый слон · c3 белый конь · f3 чёрная пешка · d2 белая пешка | b8 белый ферзь · g8 белый король · e7 чёрная пешка · f7 чёрная пешка · b6 чёрная пешка · e6 белая ладья · a5 чёрная ладья · b5 чёрная ладья · e5 белая пешка · g5 белый конь · c4 чёрный слон · d4 белая пешка · e4 белый слон · f4 чёрный король · g4 чёрная пешка · h4 белый слон · c3 белый конь · f3 чёрная пешка · d2 белая пешка | b8 белый ферзь · g8 белый король · e7 чёрная пешка · f7 чёрная пешка · b6 чёрная пешка · e6 белая ладья · a5 чёрная ладья · b5 чёрная ладья · e5 белая пешка · g5 белый конь · c4 чёрный слон · d4 белая пешка · e4 белый слон · f4 чёрный король · g4 чёрная пешка · h4 белый слон · c3 белый конь · f3 чёрная пешка · d2 белая пешка | b8 белый ферзь · g8 белый король · e7 чёрная пешка · f7 чёрная пешка · b6 чёрная пешка · e6 белая ладья · a5 чёрная ладья · b5 чёрная ладья · e5 белая пешка · g5 белый конь · c4 чёрный слон · d4 белая пешка · e4 белый слон · f4 чёрный король · g4 чёрная пешка · h4 белый слон · c3 белый конь · f3 чёрная пешка · d2 белая пешка | 7 |
| 6 | b8 белый ферзь · g8 белый король · e7 чёрная пешка · f7 чёрная пешка · b6 чёрная пешка · e6 белая ладья · a5 чёрная ладья · b5 чёрная ладья · e5 белая пешка · g5 белый конь · c4 чёрный слон · d4 белая пешка · e4 белый слон · f4 чёрный король · g4 чёрная пешка · h4 белый слон · c3 белый конь · f3 чёрная пешка · d2 белая пешка | b8 белый ферзь · g8 белый король · e7 чёрная пешка · f7 чёрная пешка · b6 чёрная пешка · e6 белая ладья · a5 чёрная ладья · b5 чёрная ладья · e5 белая пешка · g5 белый конь · c4 чёрный слон · d4 белая пешка · e4 белый слон · f4 чёрный король · g4 чёрная пешка · h4 белый слон · c3 белый конь · f3 чёрная пешка · d2 белая пешка | b8 белый ферзь · g8 белый король · e7 чёрная пешка · f7 чёрная пешка · b6 чёрная пешка · e6 белая ладья · a5 чёрная ладья · b5 чёрная ладья · e5 белая пешка · g5 белый конь · c4 чёрный слон · d4 белая пешка · e4 белый слон · f4 чёрный король · g4 чёрная пешка · h4 белый слон · c3 белый конь · f3 чёрная пешка · d2 белая пешка | b8 белый ферзь · g8 белый король · e7 чёрная пешка · f7 чёрная пешка · b6 чёрная пешка · e6 белая ладья · a5 чёрная ладья · b5 чёрная ладья · e5 белая пешка · g5 белый конь · c4 чёрный слон · d4 белая пешка · e4 белый слон · f4 чёрный король · g4 чёрная пешка · h4 белый слон · c3 белый конь · f3 чёрная пешка · d2 белая пешка | b8 белый ферзь · g8 белый король · e7 чёрная пешка · f7 чёрная пешка · b6 чёрная пешка · e6 белая ладья · a5 чёрная ладья · b5 чёрная ладья · e5 белая пешка · g5 белый конь · c4 чёрный слон · d4 белая пешка · e4 белый слон · f4 чёрный король · g4 чёрная пешка · h4 белый слон · c3 белый конь · f3 чёрная пешка · d2 белая пешка | b8 белый ферзь · g8 белый король · e7 чёрная пешка · f7 чёрная пешка · b6 чёрная пешка · e6 белая ладья · a5 чёрная ладья · b5 чёрная ладья · e5 белая пешка · g5 белый конь · c4 чёрный слон · d4 белая пешка · e4 белый слон · f4 чёрный король · g4 чёрная пешка · h4 белый слон · c3 белый конь · f3 чёрная пешка · d2 белая пешка | b8 белый ферзь · g8 белый король · e7 чёрная пешка · f7 чёрная пешка · b6 чёрная пешка · e6 белая ладья · a5 чёрная ладья · b5 чёрная ладья · e5 белая пешка · g5 белый конь · c4 чёрный слон · d4 белая пешка · e4 белый слон · f4 чёрный король · g4 чёрная пешка · h4 белый слон · c3 белый конь · f3 чёрная пешка · d2 белая пешка | b8 белый ферзь · g8 белый король · e7 чёрная пешка · f7 чёрная пешка · b6 чёрная пешка · e6 белая ладья · a5 чёрная ладья · b5 чёрная ладья · e5 белая пешка · g5 белый конь · c4 чёрный слон · d4 белая пешка · e4 белый слон · f4 чёрный король · g4 чёрная пешка · h4 белый слон · c3 белый конь · f3 чёрная пешка · d2 белая пешка | 6 |
| 5 | b8 белый ферзь · g8 белый король · e7 чёрная пешка · f7 чёрная пешка · b6 чёрная пешка · e6 белая ладья · a5 чёрная ладья · b5 чёрная ладья · e5 белая пешка · g5 белый конь · c4 чёрный слон · d4 белая пешка · e4 белый слон · f4 чёрный король · g4 чёрная пешка · h4 белый слон · c3 белый конь · f3 чёрная пешка · d2 белая пешка | b8 белый ферзь · g8 белый король · e7 чёрная пешка · f7 чёрная пешка · b6 чёрная пешка · e6 белая ладья · a5 чёрная ладья · b5 чёрная ладья · e5 белая пешка · g5 белый конь · c4 чёрный слон · d4 белая пешка · e4 белый слон · f4 чёрный король · g4 чёрная пешка · h4 белый слон · c3 белый конь · f3 чёрная пешка · d2 белая пешка | b8 белый ферзь · g8 белый король · e7 чёрная пешка · f7 чёрная пешка · b6 чёрная пешка · e6 белая ладья · a5 чёрная ладья · b5 чёрная ладья · e5 белая пешка · g5 белый конь · c4 чёрный слон · d4 белая пешка · e4 белый слон · f4 чёрный король · g4 чёрная пешка · h4 белый слон · c3 белый конь · f3 чёрная пешка · d2 белая пешка | b8 белый ферзь · g8 белый король · e7 чёрная пешка · f7 чёрная пешка · b6 чёрная пешка · e6 белая ладья · a5 чёрная ладья · b5 чёрная ладья · e5 белая пешка · g5 белый конь · c4 чёрный слон · d4 белая пешка · e4 белый слон · f4 чёрный король · g4 чёрная пешка · h4 белый слон · c3 белый конь · f3 чёрная пешка · d2 белая пешка | b8 белый ферзь · g8 белый король · e7 чёрная пешка · f7 чёрная пешка · b6 чёрная пешка · e6 белая ладья · a5 чёрная ладья · b5 чёрная ладья · e5 белая пешка · g5 белый конь · c4 чёрный слон · d4 белая пешка · e4 белый слон · f4 чёрный король · g4 чёрная пешка · h4 белый слон · c3 белый конь · f3 чёрная пешка · d2 белая пешка | b8 белый ферзь · g8 белый король · e7 чёрная пешка · f7 чёрная пешка · b6 чёрная пешка · e6 белая ладья · a5 чёрная ладья · b5 чёрная ладья · e5 белая пешка · g5 белый конь · c4 чёрный слон · d4 белая пешка · e4 белый слон · f4 чёрный король · g4 чёрная пешка · h4 белый слон · c3 белый конь · f3 чёрная пешка · d2 белая пешка | b8 белый ферзь · g8 белый король · e7 чёрная пешка · f7 чёрная пешка · b6 чёрная пешка · e6 белая ладья · a5 чёрная ладья · b5 чёрная ладья · e5 белая пешка · g5 белый конь · c4 чёрный слон · d4 белая пешка · e4 белый слон · f4 чёрный король · g4 чёрная пешка · h4 белый слон · c3 белый конь · f3 чёрная пешка · d2 белая пешка | b8 белый ферзь · g8 белый король · e7 чёрная пешка · f7 чёрная пешка · b6 чёрная пешка · e6 белая ладья · a5 чёрная ладья · b5 чёрная ладья · e5 белая пешка · g5 белый конь · c4 чёрный слон · d4 белая пешка · e4 белый слон · f4 чёрный король · g4 чёрная пешка · h4 белый слон · c3 белый конь · f3 чёрная пешка · d2 белая пешка | 5 |
| 4 | b8 белый ферзь · g8 белый король · e7 чёрная пешка · f7 чёрная пешка · b6 чёрная пешка · e6 белая ладья · a5 чёрная ладья · b5 чёрная ладья · e5 белая пешка · g5 белый конь · c4 чёрный слон · d4 белая пешка · e4 белый слон · f4 чёрный король · g4 чёрная пешка · h4 белый слон · c3 белый конь · f3 чёрная пешка · d2 белая пешка | b8 белый ферзь · g8 белый король · e7 чёрная пешка · f7 чёрная пешка · b6 чёрная пешка · e6 белая ладья · a5 чёрная ладья · b5 чёрная ладья · e5 белая пешка · g5 белый конь · c4 чёрный слон · d4 белая пешка · e4 белый слон · f4 чёрный король · g4 чёрная пешка · h4 белый слон · c3 белый конь · f3 чёрная пешка · d2 белая пешка | b8 белый ферзь · g8 белый король · e7 чёрная пешка · f7 чёрная пешка · b6 чёрная пешка · e6 белая ладья · a5 чёрная ладья · b5 чёрная ладья · e5 белая пешка · g5 белый конь · c4 чёрный слон · d4 белая пешка · e4 белый слон · f4 чёрный король · g4 чёрная пешка · h4 белый слон · c3 белый конь · f3 чёрная пешка · d2 белая пешка | b8 белый ферзь · g8 белый король · e7 чёрная пешка · f7 чёрная пешка · b6 чёрная пешка · e6 белая ладья · a5 чёрная ладья · b5 чёрная ладья · e5 белая пешка · g5 белый конь · c4 чёрный слон · d4 белая пешка · e4 белый слон · f4 чёрный король · g4 чёрная пешка · h4 белый слон · c3 белый конь · f3 чёрная пешка · d2 белая пешка | b8 белый ферзь · g8 белый король · e7 чёрная пешка · f7 чёрная пешка · b6 чёрная пешка · e6 белая ладья · a5 чёрная ладья · b5 чёрная ладья · e5 белая пешка · g5 белый конь · c4 чёрный слон · d4 белая пешка · e4 белый слон · f4 чёрный король · g4 чёрная пешка · h4 белый слон · c3 белый конь · f3 чёрная пешка · d2 белая пешка | b8 белый ферзь · g8 белый король · e7 чёрная пешка · f7 чёрная пешка · b6 чёрная пешка · e6 белая ладья · a5 чёрная ладья · b5 чёрная ладья · e5 белая пешка · g5 белый конь · c4 чёрный слон · d4 белая пешка · e4 белый слон · f4 чёрный король · g4 чёрная пешка · h4 белый слон · c3 белый конь · f3 чёрная пешка · d2 белая пешка | b8 белый ферзь · g8 белый король · e7 чёрная пешка · f7 чёрная пешка · b6 чёрная пешка · e6 белая ладья · a5 чёрная ладья · b5 чёрная ладья · e5 белая пешка · g5 белый конь · c4 чёрный слон · d4 белая пешка · e4 белый слон · f4 чёрный король · g4 чёрная пешка · h4 белый слон · c3 белый конь · f3 чёрная пешка · d2 белая пешка | b8 белый ферзь · g8 белый король · e7 чёрная пешка · f7 чёрная пешка · b6 чёрная пешка · e6 белая ладья · a5 чёрная ладья · b5 чёрная ладья · e5 белая пешка · g5 белый конь · c4 чёрный слон · d4 белая пешка · e4 белый слон · f4 чёрный король · g4 чёрная пешка · h4 белый слон · c3 белый конь · f3 чёрная пешка · d2 белая пешка | 4 |
| 3 | b8 белый ферзь · g8 белый король · e7 чёрная пешка · f7 чёрная пешка · b6 чёрная пешка · e6 белая ладья · a5 чёрная ладья · b5 чёрная ладья · e5 белая пешка · g5 белый конь · c4 чёрный слон · d4 белая пешка · e4 белый слон · f4 чёрный король · g4 чёрная пешка · h4 белый слон · c3 белый конь · f3 чёрная пешка · d2 белая пешка | b8 белый ферзь · g8 белый король · e7 чёрная пешка · f7 чёрная пешка · b6 чёрная пешка · e6 белая ладья · a5 чёрная ладья · b5 чёрная ладья · e5 белая пешка · g5 белый конь · c4 чёрный слон · d4 белая пешка · e4 белый слон · f4 чёрный король · g4 чёрная пешка · h4 белый слон · c3 белый конь · f3 чёрная пешка · d2 белая пешка | b8 белый ферзь · g8 белый король · e7 чёрная пешка · f7 чёрная пешка · b6 чёрная пешка · e6 белая ладья · a5 чёрная ладья · b5 чёрная ладья · e5 белая пешка · g5 белый конь · c4 чёрный слон · d4 белая пешка · e4 белый слон · f4 чёрный король · g4 чёрная пешка · h4 белый слон · c3 белый конь · f3 чёрная пешка · d2 белая пешка | b8 белый ферзь · g8 белый король · e7 чёрная пешка · f7 чёрная пешка · b6 чёрная пешка · e6 белая ладья · a5 чёрная ладья · b5 чёрная ладья · e5 белая пешка · g5 белый конь · c4 чёрный слон · d4 белая пешка · e4 белый слон · f4 чёрный король · g4 чёрная пешка · h4 белый слон · c3 белый конь · f3 чёрная пешка · d2 белая пешка | b8 белый ферзь · g8 белый король · e7 чёрная пешка · f7 чёрная пешка · b6 чёрная пешка · e6 белая ладья · a5 чёрная ладья · b5 чёрная ладья · e5 белая пешка · g5 белый конь · c4 чёрный слон · d4 белая пешка · e4 белый слон · f4 чёрный король · g4 чёрная пешка · h4 белый слон · c3 белый конь · f3 чёрная пешка · d2 белая пешка | b8 белый ферзь · g8 белый король · e7 чёрная пешка · f7 чёрная пешка · b6 чёрная пешка · e6 белая ладья · a5 чёрная ладья · b5 чёрная ладья · e5 белая пешка · g5 белый конь · c4 чёрный слон · d4 белая пешка · e4 белый слон · f4 чёрный король · g4 чёрная пешка · h4 белый слон · c3 белый конь · f3 чёрная пешка · d2 белая пешка | b8 белый ферзь · g8 белый король · e7 чёрная пешка · f7 чёрная пешка · b6 чёрная пешка · e6 белая ладья · a5 чёрная ладья · b5 чёрная ладья · e5 белая пешка · g5 белый конь · c4 чёрный слон · d4 белая пешка · e4 белый слон · f4 чёрный король · g4 чёрная пешка · h4 белый слон · c3 белый конь · f3 чёрная пешка · d2 белая пешка | b8 белый ферзь · g8 белый король · e7 чёрная пешка · f7 чёрная пешка · b6 чёрная пешка · e6 белая ладья · a5 чёрная ладья · b5 чёрная ладья · e5 белая пешка · g5 белый конь · c4 чёрный слон · d4 белая пешка · e4 белый слон · f4 чёрный король · g4 чёрная пешка · h4 белый слон · c3 белый конь · f3 чёрная пешка · d2 белая пешка | 3 |
| 2 | b8 белый ферзь · g8 белый король · e7 чёрная пешка · f7 чёрная пешка · b6 чёрная пешка · e6 белая ладья · a5 чёрная ладья · b5 чёрная ладья · e5 белая пешка · g5 белый конь · c4 чёрный слон · d4 белая пешка · e4 белый слон · f4 чёрный король · g4 чёрная пешка · h4 белый слон · c3 белый конь · f3 чёрная пешка · d2 белая пешка | b8 белый ферзь · g8 белый король · e7 чёрная пешка · f7 чёрная пешка · b6 чёрная пешка · e6 белая ладья · a5 чёрная ладья · b5 чёрная ладья · e5 белая пешка · g5 белый конь · c4 чёрный слон · d4 белая пешка · e4 белый слон · f4 чёрный король · g4 чёрная пешка · h4 белый слон · c3 белый конь · f3 чёрная пешка · d2 белая пешка | b8 белый ферзь · g8 белый король · e7 чёрная пешка · f7 чёрная пешка · b6 чёрная пешка · e6 белая ладья · a5 чёрная ладья · b5 чёрная ладья · e5 белая пешка · g5 белый конь · c4 чёрный слон · d4 белая пешка · e4 белый слон · f4 чёрный король · g4 чёрная пешка · h4 белый слон · c3 белый конь · f3 чёрная пешка · d2 белая пешка | b8 белый ферзь · g8 белый король · e7 чёрная пешка · f7 чёрная пешка · b6 чёрная пешка · e6 белая ладья · a5 чёрная ладья · b5 чёрная ладья · e5 белая пешка · g5 белый конь · c4 чёрный слон · d4 белая пешка · e4 белый слон · f4 чёрный король · g4 чёрная пешка · h4 белый слон · c3 белый конь · f3 чёрная пешка · d2 белая пешка | b8 белый ферзь · g8 белый король · e7 чёрная пешка · f7 чёрная пешка · b6 чёрная пешка · e6 белая ладья · a5 чёрная ладья · b5 чёрная ладья · e5 белая пешка · g5 белый конь · c4 чёрный слон · d4 белая пешка · e4 белый слон · f4 чёрный король · g4 чёрная пешка · h4 белый слон · c3 белый конь · f3 чёрная пешка · d2 белая пешка | b8 белый ферзь · g8 белый король · e7 чёрная пешка · f7 чёрная пешка · b6 чёрная пешка · e6 белая ладья · a5 чёрная ладья · b5 чёрная ладья · e5 белая пешка · g5 белый конь · c4 чёрный слон · d4 белая пешка · e4 белый слон · f4 чёрный король · g4 чёрная пешка · h4 белый слон · c3 белый конь · f3 чёрная пешка · d2 белая пешка | b8 белый ферзь · g8 белый король · e7 чёрная пешка · f7 чёрная пешка · b6 чёрная пешка · e6 белая ладья · a5 чёрная ладья · b5 чёрная ладья · e5 белая пешка · g5 белый конь · c4 чёрный слон · d4 белая пешка · e4 белый слон · f4 чёрный король · g4 чёрная пешка · h4 белый слон · c3 белый конь · f3 чёрная пешка · d2 белая пешка | b8 белый ферзь · g8 белый король · e7 чёрная пешка · f7 чёрная пешка · b6 чёрная пешка · e6 белая ладья · a5 чёрная ладья · b5 чёрная ладья · e5 белая пешка · g5 белый конь · c4 чёрный слон · d4 белая пешка · e4 белый слон · f4 чёрный король · g4 чёрная пешка · h4 белый слон · c3 белый конь · f3 чёрная пешка · d2 белая пешка | 2 |
| 1 | b8 белый ферзь · g8 белый король · e7 чёрная пешка · f7 чёрная пешка · b6 чёрная пешка · e6 белая ладья · a5 чёрная ладья · b5 чёрная ладья · e5 белая пешка · g5 белый конь · c4 чёрный слон · d4 белая пешка · e4 белый слон · f4 чёрный король · g4 чёрная пешка · h4 белый слон · c3 белый конь · f3 чёрная пешка · d2 белая пешка | b8 белый ферзь · g8 белый король · e7 чёрная пешка · f7 чёрная пешка · b6 чёрная пешка · e6 белая ладья · a5 чёрная ладья · b5 чёрная ладья · e5 белая пешка · g5 белый конь · c4 чёрный слон · d4 белая пешка · e4 белый слон · f4 чёрный король · g4 чёрная пешка · h4 белый слон · c3 белый конь · f3 чёрная пешка · d2 белая пешка | b8 белый ферзь · g8 белый король · e7 чёрная пешка · f7 чёрная пешка · b6 чёрная пешка · e6 белая ладья · a5 чёрная ладья · b5 чёрная ладья · e5 белая пешка · g5 белый конь · c4 чёрный слон · d4 белая пешка · e4 белый слон · f4 чёрный король · g4 чёрная пешка · h4 белый слон · c3 белый конь · f3 чёрная пешка · d2 белая пешка | b8 белый ферзь · g8 белый король · e7 чёрная пешка · f7 чёрная пешка · b6 чёрная пешка · e6 белая ладья · a5 чёрная ладья · b5 чёрная ладья · e5 белая пешка · g5 белый конь · c4 чёрный слон · d4 белая пешка · e4 белый слон · f4 чёрный король · g4 чёрная пешка · h4 белый слон · c3 белый конь · f3 чёрная пешка · d2 белая пешка | b8 белый ферзь · g8 белый король · e7 чёрная пешка · f7 чёрная пешка · b6 чёрная пешка · e6 белая ладья · a5 чёрная ладья · b5 чёрная ладья · e5 белая пешка · g5 белый конь · c4 чёрный слон · d4 белая пешка · e4 белый слон · f4 чёрный король · g4 чёрная пешка · h4 белый слон · c3 белый конь · f3 чёрная пешка · d2 белая пешка | b8 белый ферзь · g8 белый король · e7 чёрная пешка · f7 чёрная пешка · b6 чёрная пешка · e6 белая ладья · a5 чёрная ладья · b5 чёрная ладья · e5 белая пешка · g5 белый конь · c4 чёрный слон · d4 белая пешка · e4 белый слон · f4 чёрный король · g4 чёрная пешка · h4 белый слон · c3 белый конь · f3 чёрная пешка · d2 белая пешка | b8 белый ферзь · g8 белый король · e7 чёрная пешка · f7 чёрная пешка · b6 чёрная пешка · e6 белая ладья · a5 чёрная ладья · b5 чёрная ладья · e5 белая пешка · g5 белый конь · c4 чёрный слон · d4 белая пешка · e4 белый слон · f4 чёрный король · g4 чёрная пешка · h4 белый слон · c3 белый конь · f3 чёрная пешка · d2 белая пешка | b8 белый ферзь · g8 белый король · e7 чёрная пешка · f7 чёрная пешка · b6 чёрная пешка · e6 белая ладья · a5 чёрная ладья · b5 чёрная ладья · e5 белая пешка · g5 белый конь · c4 чёрный слон · d4 белая пешка · e4 белый слон · f4 чёрный король · g4 чёрная пешка · h4 белый слон · c3 белый конь · f3 чёрная пешка · d2 белая пешка | 1 |
|   | a | b | c | d | e | f | g | h |   |

1.Лg6! (~ 2.Kh3+ gh 3.Cg3#) 

1...fg+ 2.Kd5+! Л:d5 3.Фf8# или 2...С:d5+ 3.е6# (но не 2.d5? Л:d5 3.Фf8+ Kp:e5!), 

1...f6+ 2.d5! Л:d5 3.Ке6# или 2...С:d5+ 3. е6# (но не 2.Kd5+? Л:d5 3.Ке6+ Кр:е4!), 

1...f5+ 2.Cd5! Л:d5 3.Ке6# или 2...С:d5+ 3.е6# (но не 2.d5? fe! или 2. Kd5+? Л:d5!). 

Три варианта с точным выбором перекрытий Новотного.